# Sibirischer Tiger

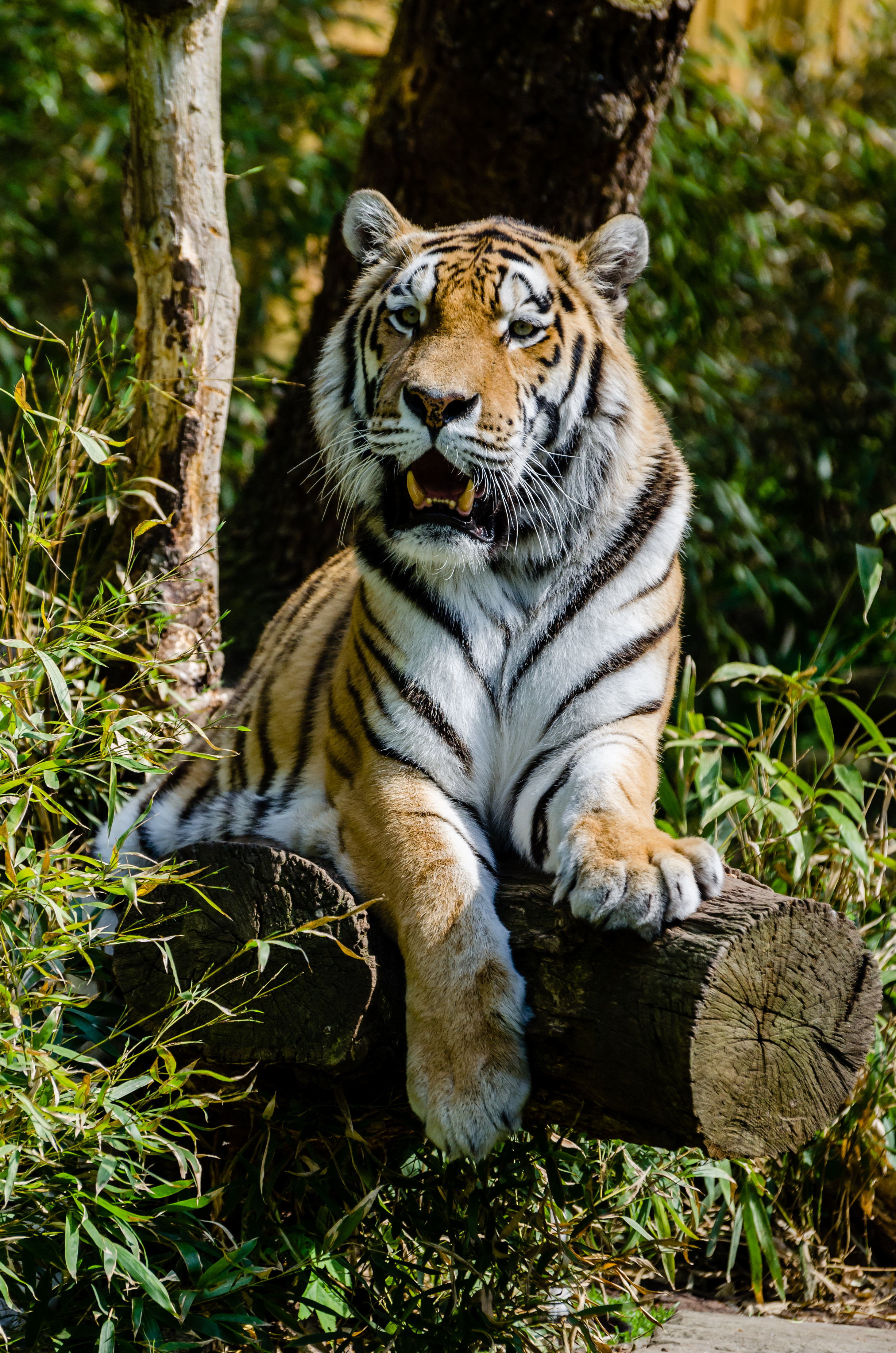
Rasputin, Sibirischer Tiger im Allwetterzoo Münster

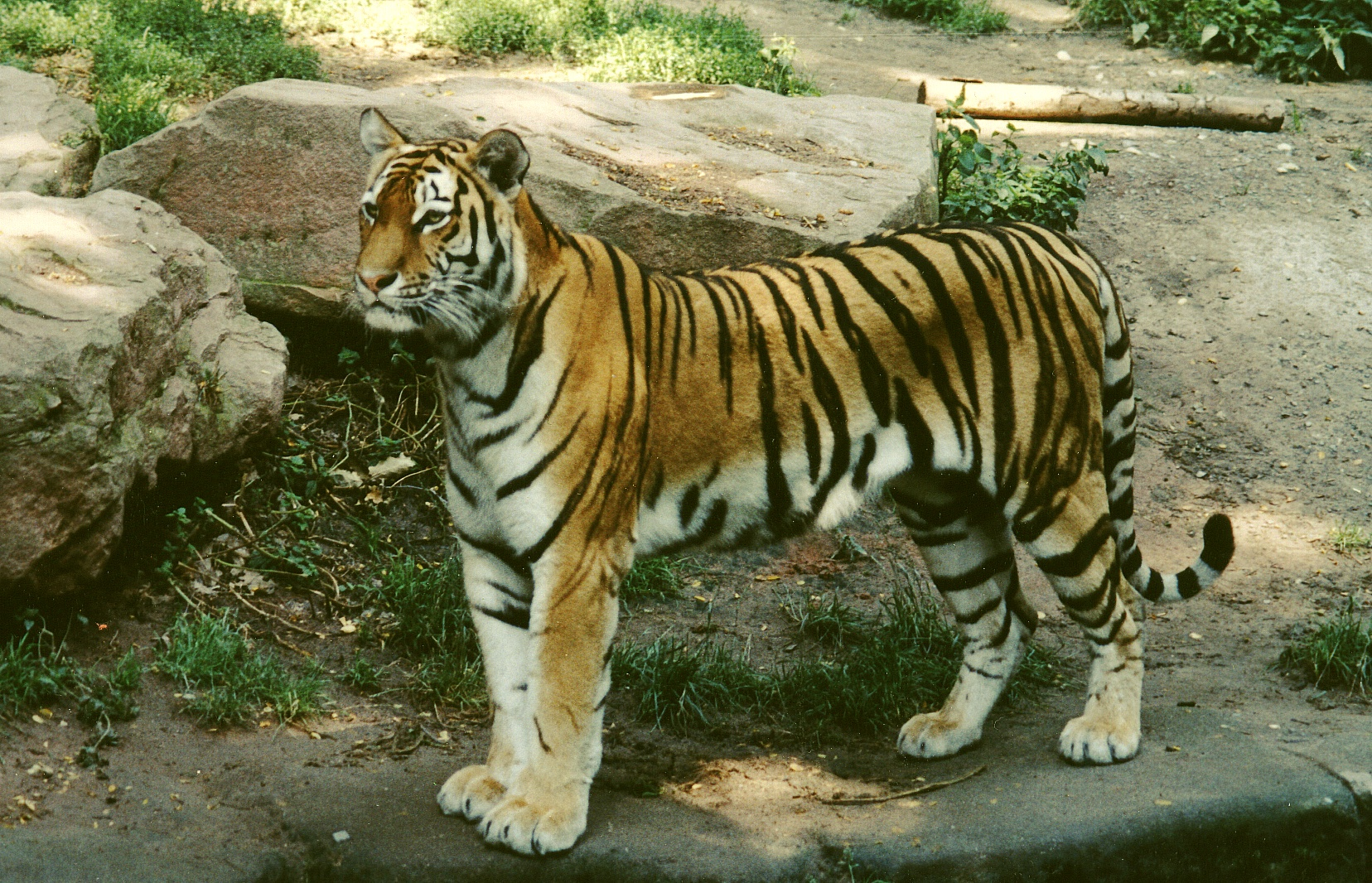
Weiblicher Sibirischer Tiger im Sommerfell (Tiergarten Nürnberg)

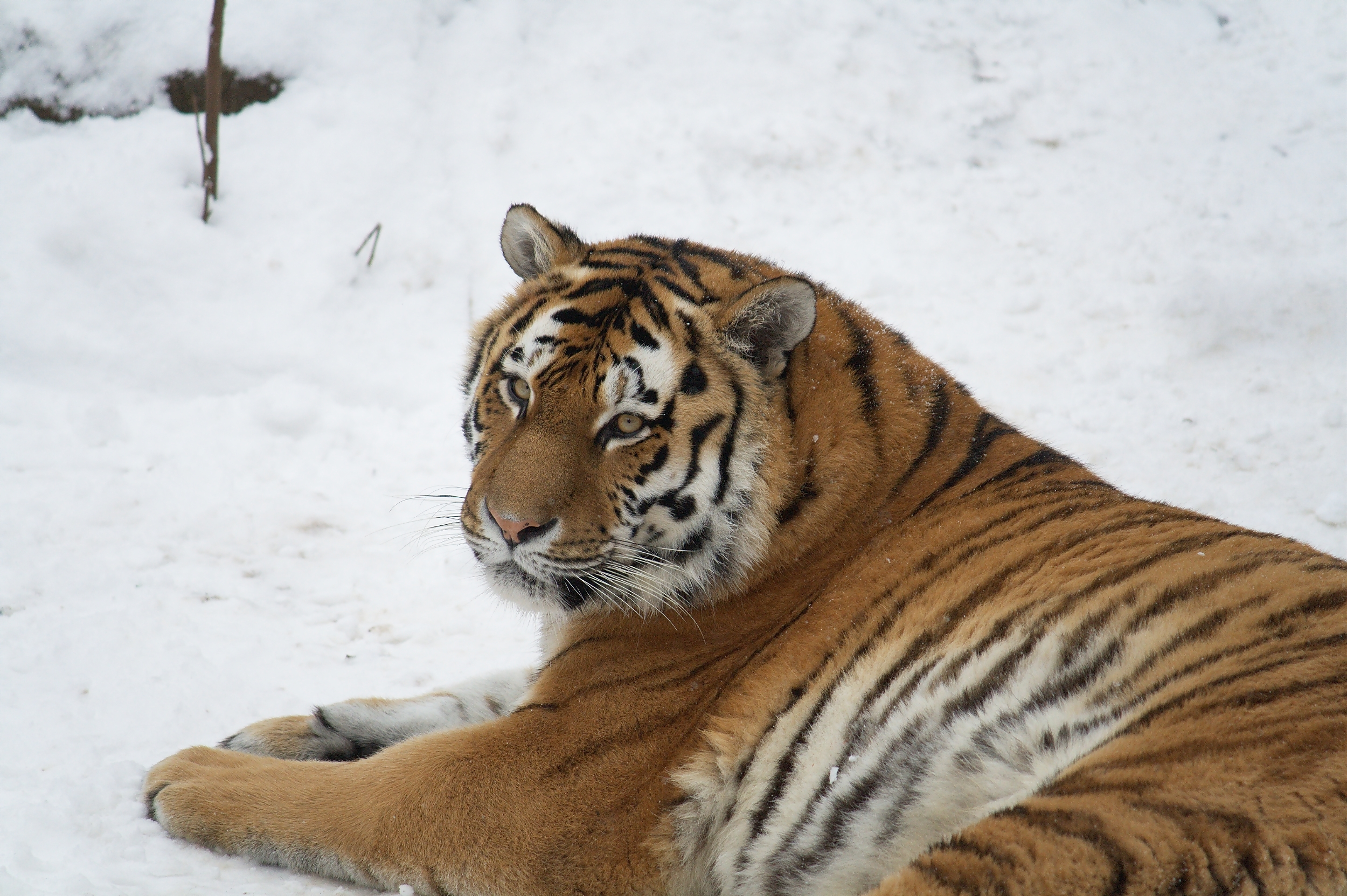
Weiblicher Sibirischer Tiger im Winter

Der Sibirische Tiger (Panthera tigris altaica), auch Amurtiger, Russischer Tiger, Kamtschatkatiger oder Ussuritiger genannt, ist eine Unterart des Tigers und die größte lebende Katze der Welt. Der Wildbestand beläuft sich heute auf weniger als 500 Tiere, die im Fernen Osten Russlands und angrenzenden Gebieten Nordkoreas und Chinas leben. Die IUCN listet die Unterart als „stark gefährdet“ (Endangered).

## Merkmale

### Körperbau
Der Sibirische Tiger ist die größte Unterart des Tigers. Die Kopf-Rumpf-Länge beträgt in der Regel bis 200 cm, in Ausnahmefällen auch bis zu etwa 230 cm; die Schwanzlänge bis zu ca. 100 cm, die Schulterhöhe bis 105 cm. Somit ist er etwas größer als der Königstiger, der die zweitgrößte Unterart des Tigers repräsentiert. Männliche Sibirische Tiger wiegen zwischen 180 und 306 kg, Weibchen 100 bis 167 kg. Die größte Schädellänge, die der Zoologe Vratislav Mazák unter zahlreichen männlichen Tieren ermittelt hat, betrug 38 cm.

### Fell
Die Haarlänge des Sibirischen Tigers beträgt am Rücken im Sommer 15 bis 17 mm, am Bauch zwischen 25 und 45 mm. Das Nackenhaar ist meist verlängert und hat eine Länge zwischen 30 und 55 mm. Die Backenbarthaare messen zwischen 70 und 85 mm und sind damit deutlich kürzer als beispielsweise die des kleineren Sumatra-Tigers, die zwischen 80 und 120 mm lang sind. Das Winterfell hingegen ist wegen der klimatischen Verhältnisse bedeutend länger: Die Rückenhaare haben dann eine Länge zwischen 40 und 60 mm, die Bauchhaare eine Länge von 70 bis 105 mm, und die Backenbarthaare erreichen 90 bis 120 mm. Auch die Haare an Brust und Kehle sind verlängert, so dass die Großkatze aufgrund der recht langen Behaarung ein eher „zottiges“ Aussehen hat.
Der Sibirische Tiger ist meist deutlich heller als die südlichen Tigerunterarten, obwohl die Bandbreite der Farbtönungen erheblich variieren kann, und so kommen auch Tiere mit dunkelrötlichem Winterfell vor. Das Weiß am Bauch und an den Ansätzen der Flanken ist ausgedehnter als bei anderen Unterarten, die Streifen sind oft nicht überall schwarz, sondern oft eher schwarzgrau oder graubraun. Ein dickes und langes Fell schützt ihn vor den niedrigen Temperaturen, die in seiner Heimat auf bis zu minus 45 °C fallen können. Im Sommer ist das Fell allerdings wesentlich kürzer als im Winter. Darunter verbirgt sich am Bauch und an den Flanken eine bis zu fünf Zentimeter dicke Fettgewebsschicht, die ihm zusätzlich hilft, extreme Kälte zu überleben.

## Lebensweise
Der Sibirische Tiger ist sehr anpassungsfähig und bewohnt sowohl laubabwerfende als auch Nadelwälder, Flachland sowie Mittelgebirge der Region. Die meisten Gipfel im Gebiet des heutigen Verbreitungsgebietes liegen ohnehin nur 500–800 m über dem Meeresspiegel, und nur wenige erreichen Höhen von mehr als 1000 Metern. Die Raubkatze scheint Wälder mit dichtem Bodenbewuchs zu bevorzugen, vermutlich um sich besser anschleichen und verbergen zu können. Der Sibirische Tiger lebt normalerweise als Einzelgänger und markiert sein Revier mit Urin und Kratzspuren. Am Beispiel einer Studie im Sichote-Alin-Naturreservat werden die enormen Raumansprüche der Tiere deutlich. Die Streifgebiete der Weibchen waren hier zwischen 200 und 400 Quadratkilometer groß, die der Männchen 800 bis 1000; diese überlappten sich meist mit denen mehrerer Weibchen. So teilt ein Kater sein Revier im Durchschnitt mit zwei Weibchen. Gelegentlich können die Reviere der Kater sogar 3000 Quadratkilometer umfassen. Männliche Tiger verteidigen ihr Revier gegen Geschlechtsgenossen. Sie konzentrieren sich dabei auf die wichtigen Grenzen zu den Weibchenrevieren und Stellen mit gutem Beutetierbestand.
In den besten Tigerlebensräumen des Fernen Ostens findet man etwa einen Tiger auf 100 Quadratkilometern.
Sibirische Tiger sind vorwiegend nachtaktiv, ihre Lebenserwartung liegt zwischen 15 und 20 Jahren.

## Nahrung und Jagd
Der Sibirische Tiger muss pro Tag 9 bis 10 kg Fleisch zu sich nehmen, da er enorme Energiereserven benötigt, um bei dem kalten Klima zu überleben. Die Hauptbeutetiere sind in dieser Reihenfolge Rothirsche, Wildschweine, Sikahirsche und Rehe. Daneben erbeutet er auch Elche, Gorale, Luchse und gelegentlich sogar Bären. Manchmal reißt er auch Hunde und Hausvieh. Generell scheinen die Beutetierbestände eine viel größere Bedeutung zu haben als bestimmte Habitatstypen.
Mit seinem kräftigen Körper kann er sehr schwere Beute über weite Strecken tragen, um sie an einem ruhigen Ort zu fressen oder aufzubewahren.
Der Tiger verbringt viel Zeit mit der Jagd, da nur 10 % seiner Angriffe erfolgreich sind. Ein solcher Angriff beginnt mit dem Anschleichen an die Beute. Ist der Tiger nahe genug herangekommen, springt er mit einem gewaltigen Satz von hinten auf das Opfer, um seine Eckzähne in dessen Nacken zu schlagen. Mit seinen Hinterbeinen steht er fest auf dem Boden, um das Tier nach unten zu drücken. Größere Tiere werden danach mit einem Kehlenbiss getötet, kleinere Beutetiere sterben bereits an den Verletzungen im Nacken.

## Fortpflanzung

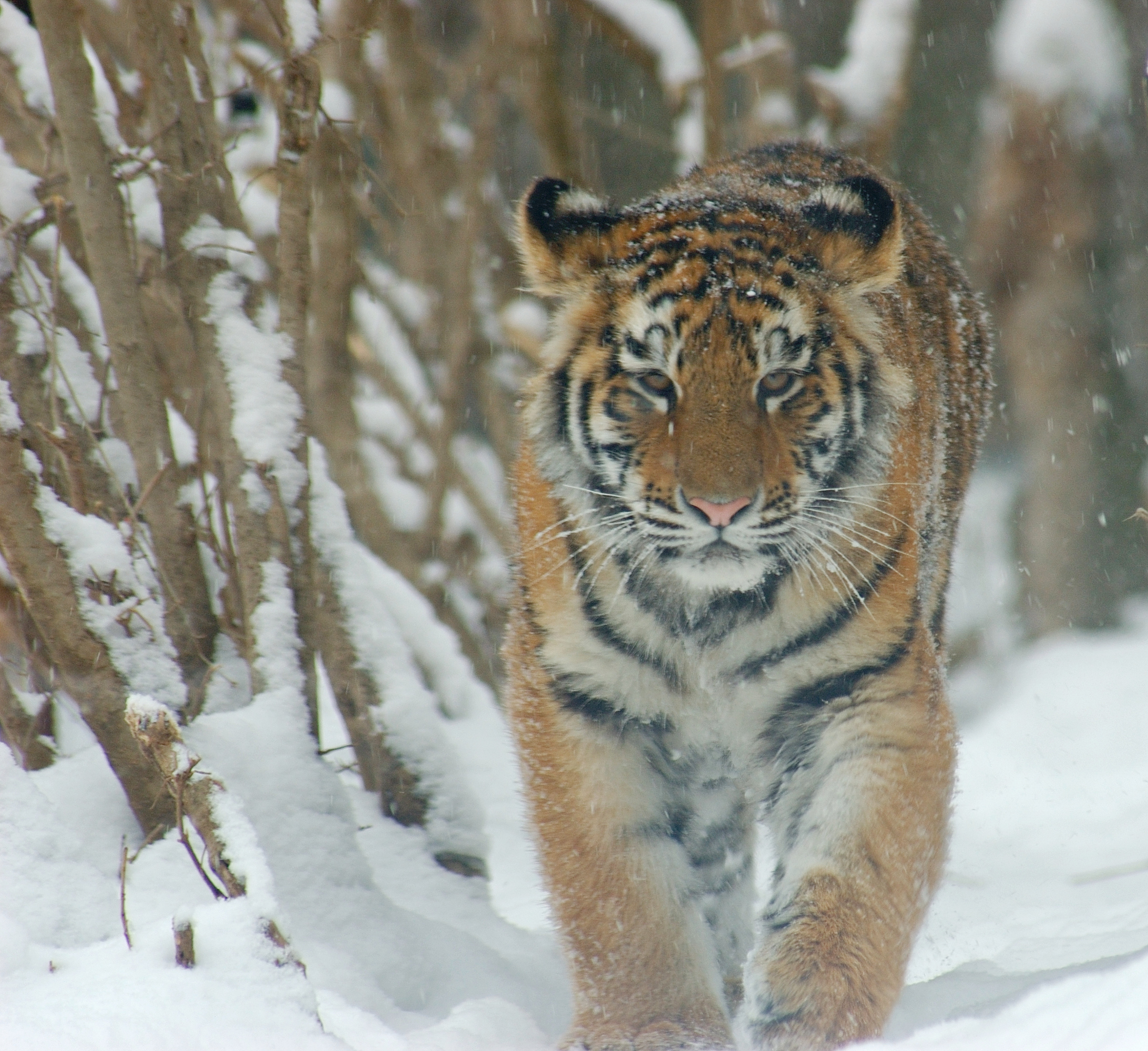
Junger Sibirischer Tiger

Da die Paarungszeit ganzjährig ist, signalisiert das Weibchen seine Paarungsbereitschaft durch Urinmarkierungen oder Kratzspuren an Bäumen. Manche Weibchen begeben sich sogar selbst auf Partnersuche, da die Reviere so groß sind und sie nur drei bis sieben Tage lang paarungsbereit sind. Findet ein Weibchen in dieser Zeit einen Partner, kommt es mehrmals zur Paarung und das Paar bleibt einige Tage zusammen, um sich dann wieder zu trennen.
Nach einer Trächtigkeitsdauer von 95–112 Tagen gebiert die Mutter drei bis sieben Junge. Die Neugeborenen bleiben zwei Wochen lang blind. Nach zwei Monaten verlassen sie zum ersten Mal ihr Versteck und bekommen von der Mutter kleine Fleischstücke. Allerdings sind sie erst nach fünf bis sechs Monaten vollständig entwöhnt und starten erste Jagdzüge. Bereits mit einem Lebensjahr begeben sie sich selbstständig auf Jagd nach kleineren Beutetieren. Mit vier Jahren sind sie schließlich geschlechtsreif und verlassen ihre Mutter, um sich eigene Reviere zu suchen.

## Verbreitung und Bedrohung der Art

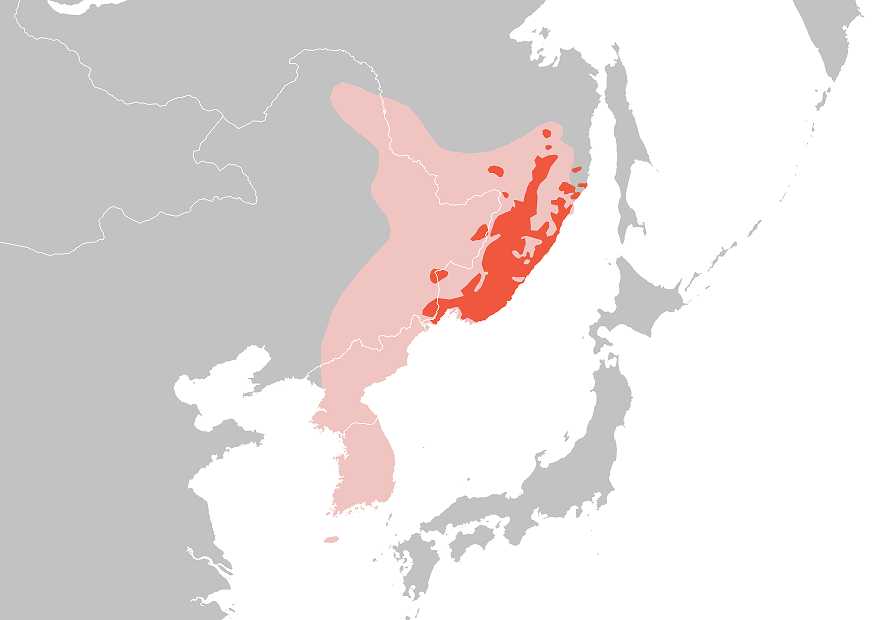
Das Verbreitungsgebiet des Sibirischen Tigers im Vergleich spätes 19. Jahrhundert (hell- und dunkelrot) und 2010er Jahre (nur dunkelrot)

### Verbreitungsgebiet

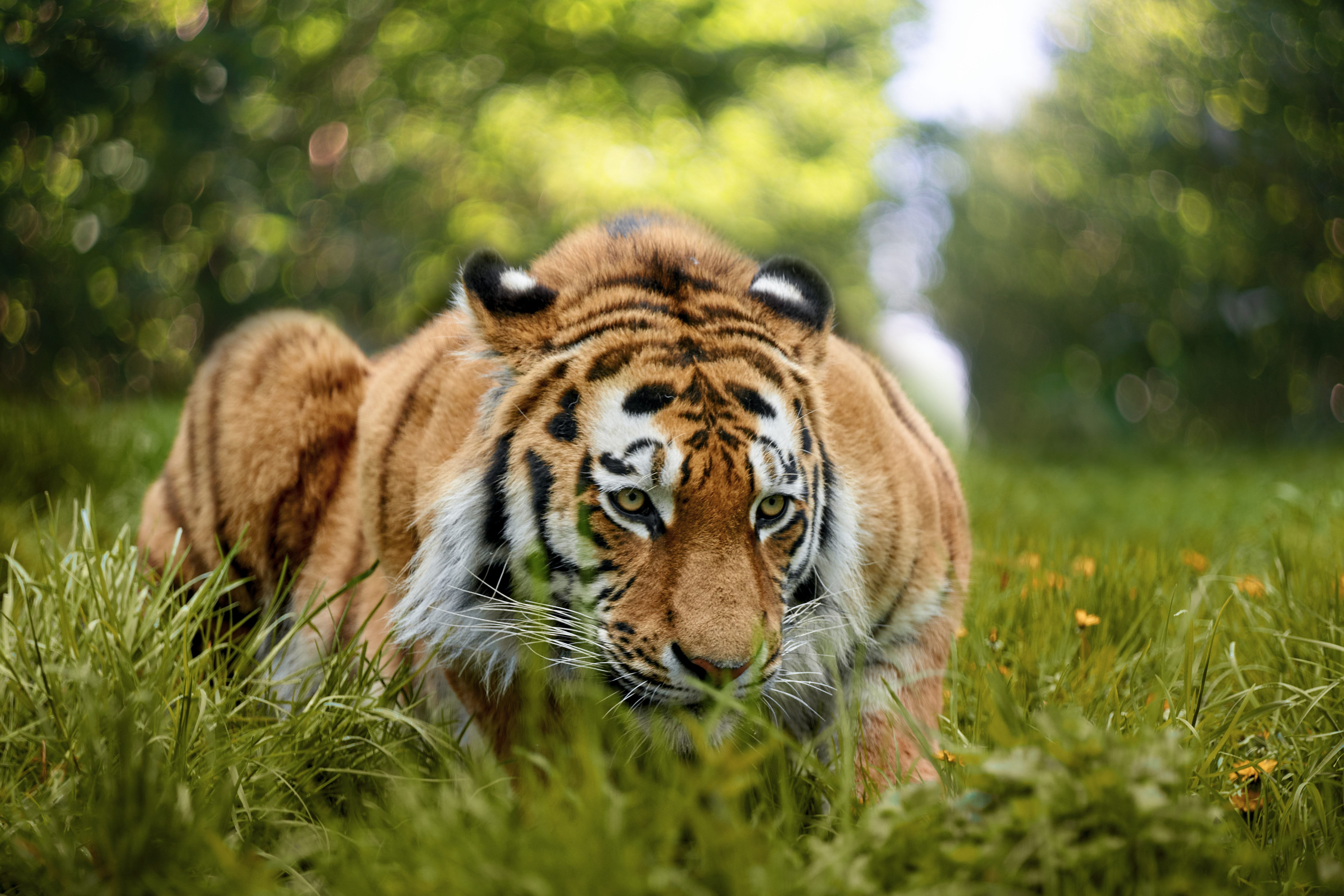
Sibirischer Tiger im Zoo Duisburg

Der Sibirische Tiger bewohnt im Gegensatz zu seinen tropischen Verwandten ziemlich kalte Klimate. Einst war das Verbreitungsgebiet dieser Unterart viel größer als heute und reichte vom Baikalsee bis nach Korea und Sachalin. Heute ist er auf einen schmalen Küstenstreifen am Japanischen Meer im Grenzgebiet zwischen Nordkorea, China und Russland beschränkt. Das Hauptverbreitungsgebiet liegt heute im Fernen Osten Russlands. Dort erstreckt sich sein Vorkommen von Nord nach Süd über 1000 km durch die Region Primorje bis in die südlichen Teile der Region Chabarowsk. In historischen Zeiten drang der Tiger im Amurgebiet nie in Gebiete über 50 Grad nördlicher Breite vor. Der Fluss Amur bildet heute die maximale Westgrenze seines Verbreitungsgebietes. Das gesamte verbliebene Verbreitungsgebiet von Panthera tigris altaica im Fernen Osten Russlands beträgt schätzungsweise 185.000 Quadratkilometer. Während die meisten Tiger in der Region Primorje leben, streiften – wie einer Studie von 1996 zu entnehmen – noch 48 bis 53 erwachsene Tiger durch die Region Chabarowsk. Die Gesamtzahl der Sibirischen Tiger, die noch in Nordostchina und Nordkorea leben, dürfte insgesamt kaum 20 oder 30 Tiere übersteigen. Zudem finden sie in diesen Gebieten kaum noch ausreichend große Waldgebiete vor. In Zoos gab es Ende 2017 nach dem Internationalen Zuchtbuch, das im Zoo Leipzig geführt wird, insgesamt 578 Sibirische Tiger.

### Bestand und Schutz

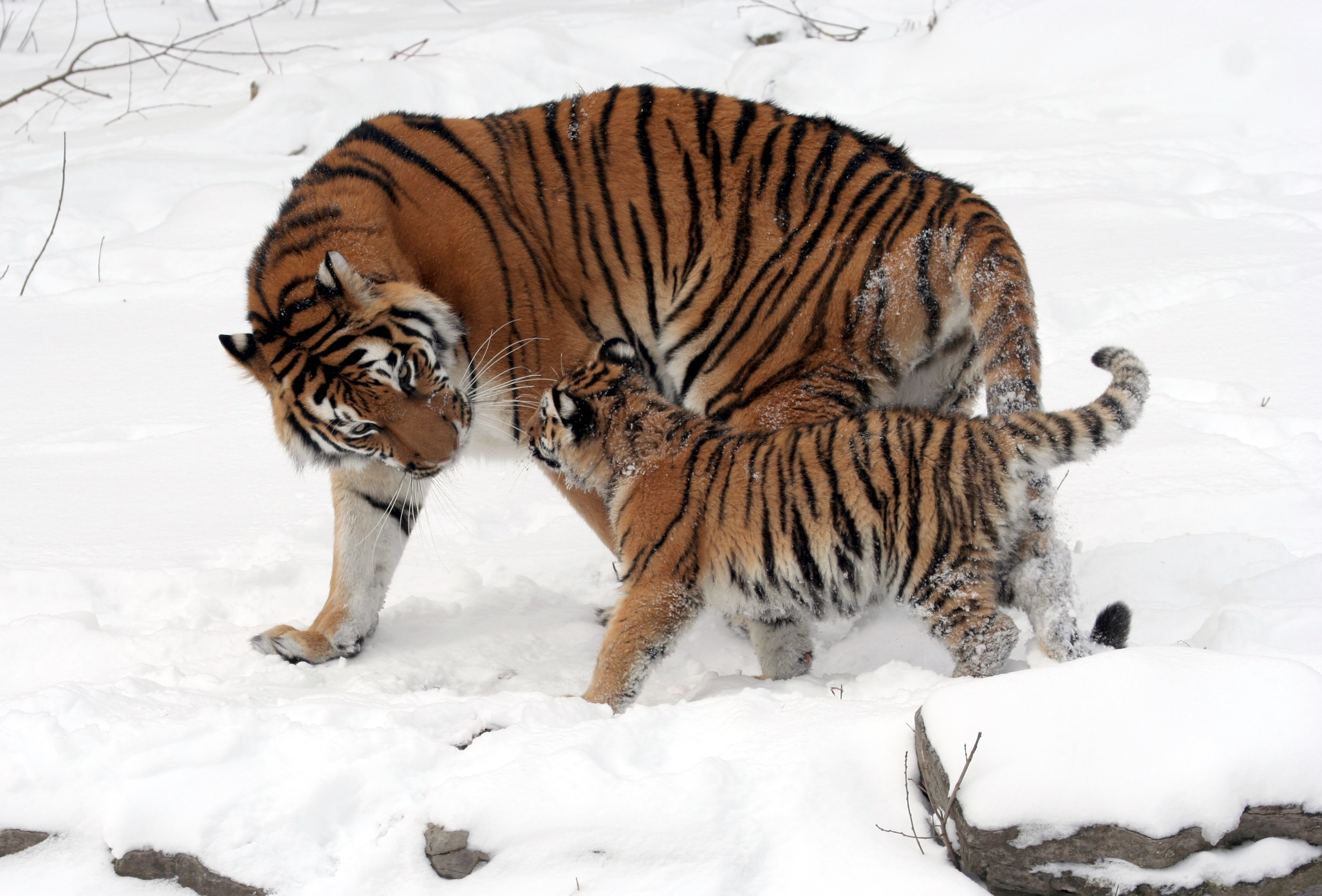
Mutter mit Jungtier

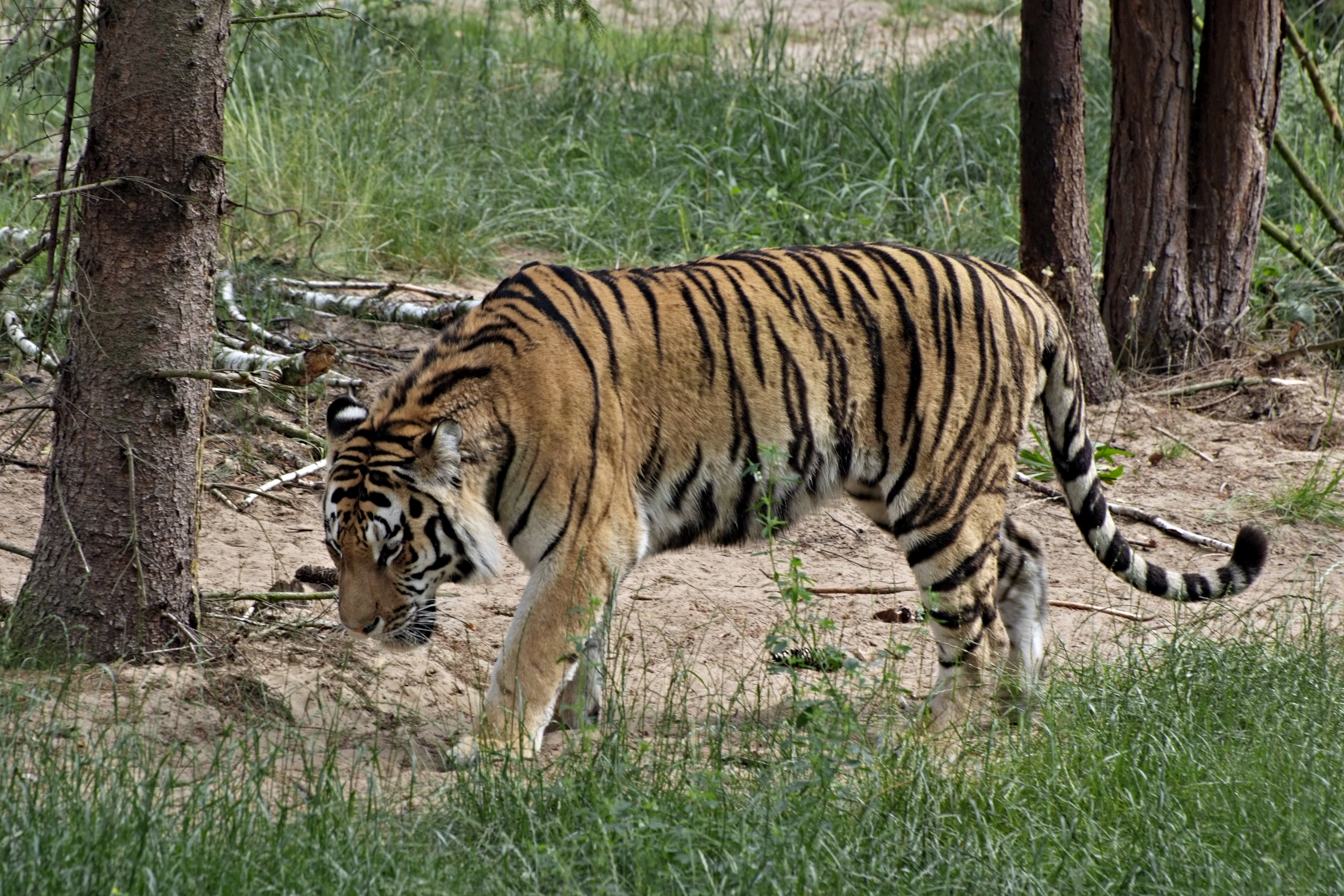
Sibirischer Tiger

Bei sibirischen Tigern – mit einer Reviergröße bei Katern von etwa 1600 km² – ist eine Bestandszählung extrem schwierig.
Die Methodik der Zählungen basierte bis 2005 auf Spuren im Schnee, was zu vielen Fehlern führte. Anhand der Spuren können Individuen nicht unterschieden werden, lediglich zwischen adulten Männchen, Weibchen und Jungtieren ist eine Differenzierung möglich. Die erste Zählung in den 1930er Jahren ging von verbliebenen 20–30 Tieren in Russland aus. Eine aufwändige Zählung in den Jahren 2004 und 2005 ergab nach Angaben des WWF geschätzte 431 bis 529 Exemplare, darunter 334 bis 417 ausgewachsene und 97 bis 112 Jungtiere. Bei dieser Untersuchung wurde auch die Reviergröße berücksichtigt sowie die von der Art bevorzugten Lebensräume. Bei späteren Untersuchungen wurden zunehmend auch andere Methoden wie DNA-Proben, Fotofallen, Spürhunde und Haarfallen eingesetzt. 2015 veröffentlichte der WWF zusammen mit der russischen Regierung Zahlen zum aktuellen Bestand. Danach gab es 2015 480–540 sibirische Tiger, einschließlich geschätzte 100 Jungtiere.
Da am Ende der 1980er Jahre die Tigerknochen-Vorräte in China zur Neige gingen, stieg die Nachfrage stark an. Zusätzlich führte der Zerfall der Sowjetunion zum Verfall von Recht und Gesetz im Fernen Osten Russlands. Dadurch nahm der Jagddruck auf die Großkatze Anfang der 1990er Jahre stark zu. Der Tigerschutz war damals Aufgabe der lokalen Politiker, was der Grund dafür war, dass kaum Gelder aus dem fernen Moskau zur Verfügung standen. Die Ranger kämpften mit überholter Ausrüstung gegen gut organisierte Wildererbanden. Ab 1993 machte sich Premierminister Wiktor Tschernomyrdin für den Sibirischen Tiger stark, und es wurden darüber hinaus internationale Gelder bereitgestellt. Damals wurde die Operation Amba gegründet, eine Anti-Wilderer-Brigade aus mobilen Einheiten, die Wilderer im Wald aufspüren oder Schmuggler verfolgen. Schon im August 1994 gingen die gehandelten Knochenmengen zurück. Die Presse konnte seitdem etliche Festnahmen vermelden. Bei einer Großzählung im Jahr 1996 hatte sich der Bestand wieder auf rund 430 Tiere stabilisiert.
Für Korea hat der Sibirische Tiger eine besondere Rolle. Korea bzw. die Koreanische Halbinsel wurde früher „Land der Tiger“ genannt. Der Tiger kommt auch vor im Dangun-Mythos, dem Entstehungsmythos Koreas, der im Samguk Yusa zu finden ist. Zur Joseon-Dynastie galt der Tiger als Schutzgeist der Berge. Rund um die koreanischen Königsgräber sind auch Tigerfiguren zu finden, welche die Gräber schützen sollen. Der Tiger ist zudem eine beliebte Figur in der koreanischen Volkskunst Minhwa, wo er meist mit menschlichen Zügen gezeichnet wird. In koreanischen Volksmärchen wird der Tiger zwar als mächtig dargestellt, aber auch als naiv und wird dabei häufig den listigen Hasen gegenübergestellt, die den Tigern immer wieder entkommen. In politischen und satirischen Zeichnungen stellt der Tiger in der Regel die herrschende Aristokraten-Klasse Yangban dar. Diese seien mächtig aber dumm. Das gemeine Volk wird durch würdevolle Elstern dargestellt. In diesen Zeichnungen, die Gesellschaftshierarchie darstellen, wird dem Tiger deshalb ein lächerliches Aussehen verliehen. Der Tiger war Maskottchen sowohl für die Olympischen Sommerspiele 1988 in Seoul (der Tiger Hodori) als auch für die Olympischen Winterspiele 2018 in Pyeongchang (der weiße Tiger Soohorang). Aufgrund der Bedeutung des Tigers für Koreaner versuchte die japanische Besatzung (siehe Korea unter japanischer Herrschaft), den Tiger auszurotten. Im südlichen Teil Koreas wurde zuletzt 1922 ein Tiger nachgewiesen. Aus Nordkorea gibt es noch einige spätere Funde. Es wird angenommen, es könnte in Nordkorea noch Tiger geben. In Südkorea gibt es immer wieder Bestrebungen, den Sibirischen Tiger wieder anzusiedeln.
Im November 2010 fand in Sankt Petersburg ein internationales Gipfeltreffen zum Schutz der bedrohten Tiger statt, das von Wladimir Putin initiiert worden war. Es wurde beschlossen, „dass die 13 Länder, in denen die Großkatzen heute noch frei leben, die Zahl der Tiger bis zum nächsten „Jahr des Tigers“ 2022[veraltet] verdoppeln wollen. Wildern soll verfolgt, Schmuggeln geächtet und die Kontrolle ausgeweitet werden.“
1975 hatte CITES den internationalen Handel mit Tigerteilen verboten. Seit 1987 besteht ein generelles Handelsverbot für Tigerprodukte und 1993 wurden Taiwan, China, Südkorea und Hongkong vor einem Handel mit Tigerknochen gewarnt. Im Jahr 1993 verbot China den Binnenhandel mit Tigerknochen und 1995 wurden Tigerprodukte auf asiatischen Märkten nicht mehr offen verkauft. Dennoch ging der heimliche Handel weiter. Der Sibirische Tiger ist durch IUCN als „stark gefährdet“ (Endangered) eingestuft. Die Jagd ist in Russland, China und Korea verboten.

### Gefahren, welche die Population bedrohen

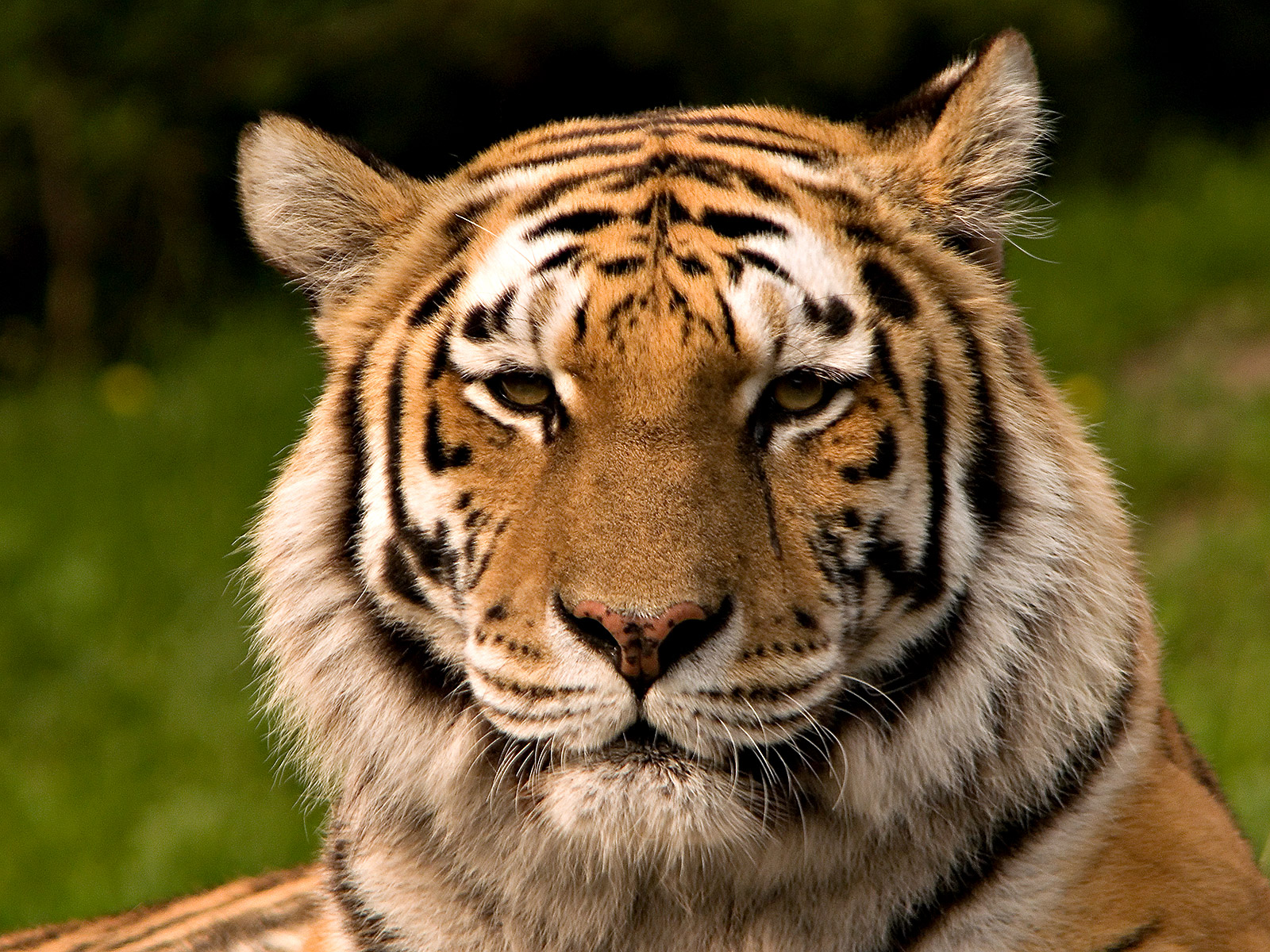
Sibirischer Tiger

Neben dem Verlust des natürlichen Lebensraumes ist der Sibirische Tiger vor allem durch die Verringerung der Großwildbestände, die seine natürliche Nahrungsgrundlage bilden, bedroht. Da Fleisch für viele Menschen im Fernen Osten Russlands kaum erschwinglich ist, wird im Lebensraum des Tigers viel gewildert.
Zu den natürlichen, potentiell tödlichen, Bedrohungen kann indirekt das Wetter gehören. Zu starker Schneefall, wie im Winter 2021, verringert die Chancen für die Großkatze, Beutetiere zu finden, da diese bei massivem Tiefschnee verenden.
Auch die Wilderei auf die Katze selbst stellt eine große Bedrohung dar. Da auf dem chinesischen Markt horrende Preise für Tigerknochen bezahlt werden, nehmen viele Menschen das Risiko einer Bestrafung auf sich. Vor allem seit dem Fall des Eisernen Vorhangs und der damit verbundenen Grenzöffnung hat die Jagd auf die großen Katzen stark zugenommen. Auch die Felle sind nach wie vor begehrte Trophäen. Ein großes Problem ist in diesem Zusammenhang die weit verbreitete Korruption unter den örtlichen Politikern und Behörden, was mit deren niedrigen Einkommen zusammenhängt. So können Tiger oft unbestraft gewildert und unbemerkt ins Ausland geschmuggelt werden.
Sibirische Tiger meiden den Menschen gewöhnlich und töten nur relativ selten Vieh. Wenn doch, handelt es sich oft um jüngere Tiere, die über keine eigenen Jagdreviere verfügen. Allerdings reißen Sibirische Tiger, genauso wie Amurleoparden, oft Farmhirsche, die in großen Gattern gehalten werden. Die Katzen unterscheiden offenbar nicht zwischen frei lebenden und zahmen Hirschen. Daher töten die Besitzer gelegentlich Raubkatzen, die sie in der Nähe ihrer Farmen antreffen. Mehr als 60 % der Todesfälle von Sender-markierten Tigern wurden durch Menschen verursacht.
Der illegale großflächige Holzeinschlag stellt eine der Hauptursachen für den Verlust des Tiger-Lebensraumes dar. Zudem bewirkt die freigiebige Vergabe von Einschlagrechten an russische und internationale Konzerne den Kahlschlag ganzer Wälder in der Amurregion. Die großen offenen Rodungsflächen meidet der Tiger in der Regel, und es dauert Jahre, bis sie wieder bewachsen sind. Außerdem stellen die Samen der Koreakiefer in vielen Gebieten die Nahrungsgrundlage für das Schwarzwild dar, auf das wiederum der Tiger in hohem Maße angewiesen ist. In Regionen mit selektivem Holzeinschlag finden die Tiger eher ein Auskommen, doch wird bei dieser Methode ein weit größeres Gebiet beansprucht, um die gleiche Menge Holz zu ernten. Die vielen benötigten Zufahrtsstraßen ermöglichen Wilderern ein leichtes Eindringen in diese Waldgebiete. In vielen Tigerrevieren durchschneiden große Rodungsschneisen die Urwälder. Die letzten noch unzerstörten Flussbecken der Region Primorje sind die Täler des Bikin und der Samanga im Norden.
Ein weiterer Faktor, der den Lebensraum des Sibirischen Tigers bedroht, sind Waldbrände. Künstlich entzündete Großfeuer sollen die Erträge auf den Feldern steigern, doch unglücklicherweise springen diese häufig auf angrenzende Wälder über und zerstören so die Lebensräume der Großkatzen. In einigen Gebieten wurden Wälder durch wiederholtes Abbrennen zu fast baumlosen Offengebieten, die für Tiger als Jagdrevier wenig geeignet sind. Möglicherweise wäre der Tiger ökologisch sogar in der Lage, sich diesem Lebensraum anzupassen, doch stellt er hier ein sehr leichtes Ziel für Wilderer dar und meidet schon aus diesem Grund solche Gebiete. Die Auswirkungen der Feuer sind besonders im Süden der Region Primorje erheblich.